# Marwa
Marwa är ett kvinnonamn som kommer från arabiskan och är namnet på en planta. Al-Marwa är namnet på en helig kulle nära Mekka.

## Personer vid namn Marwa
- Marwa, libanesisk sångerska
- Marwa Amri, tunisisk fristilbrottare
- Marwa Hussein, egyptisk släggkastare